# Valdemar Ferreira
Valdemar Martins Ferreira o Waldemar Martins Ferreira (Bragança Paulista, 2 de diciembre de 1885 - São Paulo, 10 de agosto de 1964) fue un abogado, profesor y político brasileño. Fue Secretario de Justicia y Seguridad Pública del gobierno del estado de São Paulo bajo Pedro de Toledo.

## Biografía
Nació el 2 de diciembre de 1885, en la ciudad de Bragança Paulista, hijo de João Crisóstomo Martins Ferreira y Petronilha Olímpia Ferreira.
En su ciudad natal, estudió en la escuela Mineiro, en la escuela Bragantino y en la escuela Hubert. En 1899, se trasladó a Jacareí y estudió allí en el Gimnasio Nogueira da Gama, graduándose como el mejor de su clase. En 1904, ingresó en la Facultad de Derecho de São Paulo, donde se licenció en 1908. Como académico, fue colaborador de varios periódicos y revistas, y fundador del periódico O Santelmo. Perteneció a la junta del Centro Acadêmico XI de Agosto, del que fue ponente. Trabajó como copista en la 4ª Notaría de la capital del estado hasta que terminó la carrera de Derecho. Entre 1905 y 1907, dirigió el semanario A Notícia en Bragança Paulista. Inició su carrera de abogado en esa ciudad, especializándose en Derecho Mercantil hasta que en 1911 trasladó su despacho a São Paulo.
En 1914, creó el Centro de Comercio e Industria de São Paulo, destinado a defender a sus asociados de las quiebras fraudulentas que amenazaban el mercado paulista de la época.En 1915, esta organización lanzó la Revista do Comércio e Indústria, donde Valdemar mantuvo durante siete años una sección dedicada a temas jurídicos. En 1916, fue uno de los fundadores del Instituto de Abogados del Estado. Al año siguiente, participó en la creación de la Liga de Defensa Nacional, creada bajo la inspiración de Rui Barbosa y Olavo Bilac y liderada en São Paulo por Júlio de Mesquita Filho, Clóvis Ribeiro y Frederico Vergueiro Steidel.
En 1920, por concurso, fue nombrado profesor suplente de Derecho Mercantil en la Facultad de Derecho de São Paulo. En 1925, se le concedió la cátedra y en 1927, con la muerte de Frederico Steidel, se convirtió en profesor titular, después de recibir su doctorado. En 1926 se convirtió en presidente del Instituto de Abogados de São Paulo. Participó en la redacción de la ley de quiebras de 1929, de la legislación mercantil y de la ley sobre el conocimiento del transporte ferroviario de 1930.

### Partido Democrático
Junto con Francisco Morato, Paulo de Morais Barros y otros, participó en el comité organizador del Partido Democrático, que se reunió el 24 de febrero de 1926 para redactar un documento con las líneas básicas del programa del partido. Fue elegido miembro del directorio central de ese partido durante el sexto congreso el 11 de enero de 1930. Junto con otros dirigentes de su partido, apoyó la Revolución de 1930 que resultó en un golpe de Estado y la deposición del presidente Washington Luís.
Al principio, Valdemar Ferreira y otros dirigentes del Partido Democrático apoyaron las medidas políticas de Getúlio Vargas. Sin embargo, a principios de 1931, el partido señaló una tendencia a romper con el interventor João Alberto y con el propio Vargas que era el jefe del Gobierno Provisional. La represión sufrida por el partido de Waldemar Ferreira, por orden del interventor, adelantó la ruptura del partido con el gobierno estadual.
A pesar de la dimisión del Interventor en julio de 1931, la crisis continuó debido al nombramiento de nuevos interventores desconectados de los grupos políticos dominantes en el estado, lo que contribuyó a exacerbar los ánimos entre los líderes del Partido Democrático y del Partido Republicano Paulista. En febrero de 1932 se creó el Frente Único Paulista (FUP), que reunió sorprendentemente a los dos partidos antagónicos de São Paulo: el Partido Republicano Paulista y el Partido Democrático. El objetivo de la unión era reconstitucionalizar el país y restaurar la autonomía del estado de São Paulo, perdida con el desenlace de la Revolución de 1930.

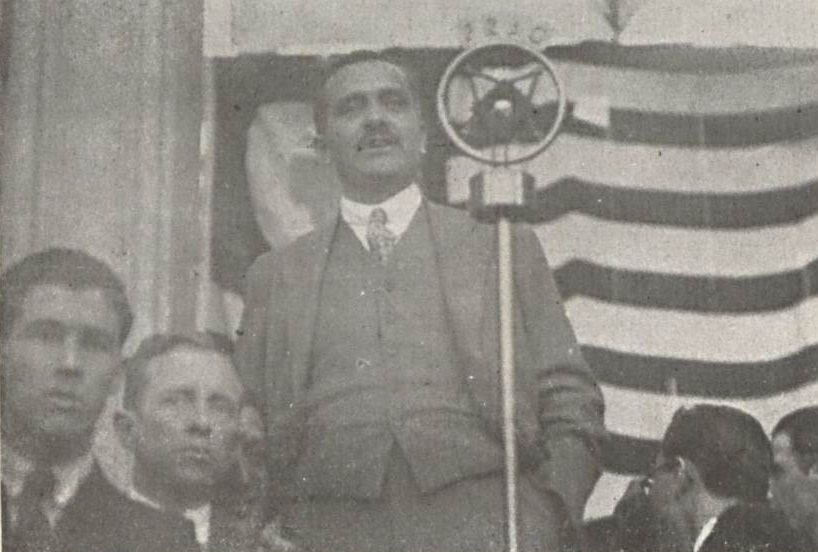
Valdemar Ferreira se dirige al pueblo en el Micrófono de Radio PRAO Cruzeiro do Sul durante una manifestación en Praça da Sé, el 23 de mayo de 1932

### Revolución Constitucionalista
El 7 de marzo de 1932, Getúlio Vargas, buscando aliviar el descontento del pueblo paulista, nombró al embajador Pedro de Toledo como interventor del Estado. Con el objetivo de conciliar intereses, el interventor formó inicialmente su gabinete mezclando elementos de la FUP y representantes del tenentismo, partidarios del régimen de Vargas y opuestos a la reconstitucionalización del país. Sin embargo, el 22 de mayo, bajo la presión popular y en contra de las directrices del gobierno provisional, la FUP articuló la formación de un nuevo gabinete con el interventor, compuesto exclusivamente por nombres paulistas, defensores de la bandera de la reconstitucionalización y de la autonomía del Estado. Para intentar revertir este cambio, Getúlio Vargas envió a Oswaldo Aranha a São Paulo con la misión de frenar esta reforma e imponer un gabinete adecuado a los intereses del gobierno provisional. Sabiendo esto, la población de São Paulo organizó una gran protesta los días 22 y 23 de mayo para mostrar su rechazo a la visita de Aranha y a la propia dictadura. La presión popular hizo fracasar la misión de  Aranha, lo que resultó en el mantenimiento de la propuesta de la FUP para la reforma del cuerpo de secretarios de gobierno.

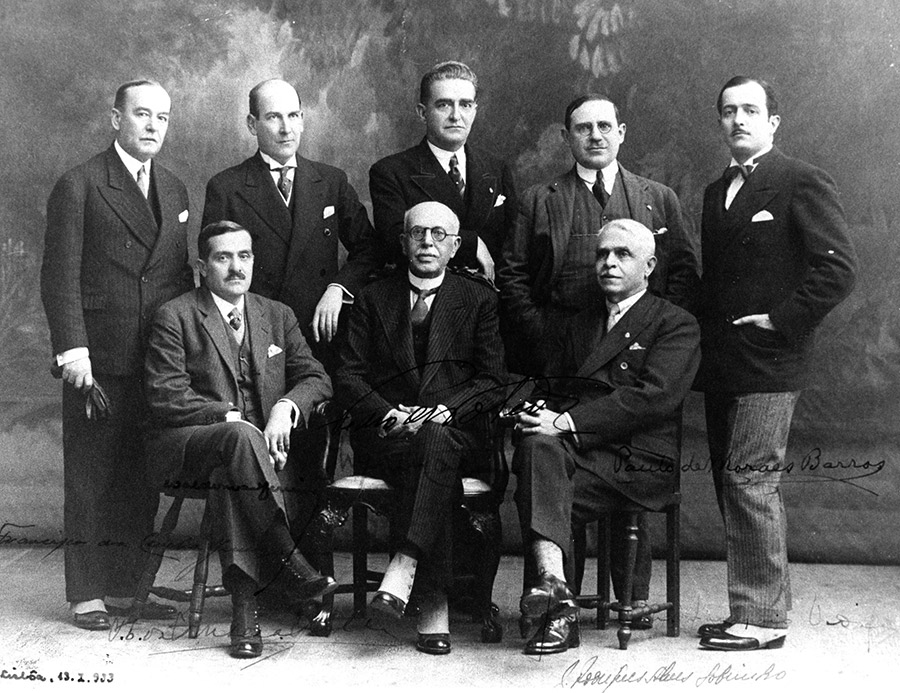
Pedro de Toledo flanqueado por sus secretarios del gobierno estadual de São Paulo. Valdemar Ferreira está sentado a la derecha del gobernador

El 23 de mayo, el interventor Pedro de Toledo hizo efectivos los nombramientos en los que se incluyó a Valdemar Ferreira en el Departamento de Justicia y Seguridad Pública.
Durante la manifestación del 23 de mayo, hubo un conflicto entre miembros de la Legión Revolucionaria Miguel Costa, en el que murieron cuatro jóvenes: Martins, Miragaia, Dráusio y Camargo. Las iniciales de sus nombres pasaron a formar el acrónimo M.M.D.C., que representaba a la milicia civil revolucionaria constitucionalista, que desempeñó un papel en la preparación del levantamiento que tuvo lugar el 9 de julio de 1932.
El 9 de julio de 1932 estalló en el estado de São Paulo la Revolución Constitucionalista. El interventor del estado, Pedro de Toledo, manifestó su intención de entregar el gobierno a Valdemar Ferreira, pero fue desaconsejado por los líderes militares del movimiento, liderados por el coronel Euclides de Oliveira Figueiredo. El 10 de julio, el interventor dimitió e inmediatamente fue aclamado por el pueblo como gobernador del estado. En esa ocasión, Valdemar Ferreira anunció al pueblo desde el balcón del Palacio de los Campos Elíseos que el acto acababa de ser consumado.
El 29 de septiembre, con el debilitamiento de las fuerzas paulistas, el general Bertoldo Klinger, comandante en jefe de los revolucionarios, telegrafió al gobierno federal pidiendo la paz, lo que dio lugar a un alto el fuego para iniciar negociaciones que pusieran fin al conflicto. El éxito de estas negociaciones se debió en gran parte a la intermediación del general João de Deus Menna Barreto.
En la misma fecha, una comisión de paz enviada por el general Klinger viajó a la ciudad de Cruzeiro para iniciar negociaciones con el general Pedro Aurélio de Góis Monteiro, representante del gobierno provisional. Sin embargo, esta reunión no dio lugar a un acuerdo, debido al rechazo del general Góis Monteiro a la propuesta del general Klinger. El 1 de octubre, tuvo lugar una nueva reunión, esta vez con la participación de una comisión paralela formada por dos representantes de la Fuerza Pública de São Paulo con la supuesta intención de limitarse a seguir las discusiones. Sin embargo, la comisión de delegados del general Klinger vio inmediatamente su propuesta de paz rechazada de nuevo por el general Góis Monteiro, en gran parte porque el representante del gobierno provisional exigía la rendición incondicional de las tropas paulistas. Sin embargo, el general Góis Monteiro negoció y llegó a un acuerdo con la comisión de representantes de la Força Pública de São Paulo, en un acuerdo en ausencia del gobernador Pedro de Toledo..
En la tarde del 2 de octubre, el comandante general de la Fuerza Pública, coronel Herculano de Carvalho e Silva, depuso a Pedro de Toledo por orden del general Góis Monteiro. En la misma fecha, Valdemar Ferreira y los demás miembros del secretariado lanzaron un manifiesto en el que daban cuenta de su actuación durante el conflicto. Con el fin del conflicto, Ferreira fue detenido durante unas semanas y el 28 de octubre se exilió en Portugal. En la Universidad de Lisboa enseñó el curso de derecho mercantil, convirtiéndose en doctor honoris causa de esa institución en 1933.

### Actividad académica y política
Ese mismo año, de vuelta en Brasil, se convirtió en presidente del Partido Democrático hasta su abolición el 24 de febrero de 1934. También en febrero de 1934, participó en la creación del Partido Constitucionalista, fundado por Armando de Sales Oliveira, que entonces intervenía en São Paulo, como resultado de la fusión entre el Partido Democrático, la Federación de Voluntarios de la Revolución Constitucionalista y Acción Nacional.
Entre junio y diciembre de 1934 fue director de la Facultad de Derecho de São Paulo. Ese mismo año se creó la Universidad de São Paulo (USP), que incorporó la Facultad de Derecho. Allí pasó a ser profesor de Historia del Derecho Nacional, cargo que ocupó hasta noviembre de 1937. Recién en 1951 retomó el cargo.
El 14 de octubre de 1934 fue elegido diputado federal por São Paulo por el Partido Constitucionalista y tomó posesión del cargo el 3 de mayo de 1935. Durante esta legislatura, se convirtió en líder de la bancada constitucionalista y presidente de la Comisión de Constitución y Justicia. A lo largo de su carrera parlamentaria, formuló varias propuestas que dieron lugar a nuevas leyes, como el matrimonio religioso con efectos civiles, los duplicados y adjudicaciones comerciales y la venta de tierras a crédito.
Con el golpe de Estado del 10 de noviembre de 1937, que dio lugar al régimen del Estado Novo, volvió a ser perseguido y detenido, junto con varios otros diputados federales. En enero de 1939, afectado por el artículo 177 de la Carta Constitucional, perdió también su cátedra en la Facultad de Derecho de São Paulo. Sólo volvió a la enseñanza en mayo de 1941, tras una concesión especial de la dictadura. En São Paulo, fue uno de los líderes más destacados del movimiento de resistencia a la dictadura de Getúlio Vargas.
En 1937, en un discurso ante la Câmara dos Deputados, pronunció palabras proféticas sobre el golpe del Estado Novo:

Há um programa de subversão que está sendo friamente executado; é preciso denunciá-lo ao país e eu tomo sobre mim a responsabilidade de fazê-lo. Hoje é o estado de guerra. Se não o votarmos, será a dissolução da Câmara. Mas dissolvida será ela de qualquer maneira. Os fatos confirmarão ou não o que acabo de dizer e faço votos, os melhores votos, para que seja desmentido o que prenuncio.
Hay un programa de subversión que se está llevando a cabo fríamente; hay que denunciarlo al país y yo me encargo de hacerlo. Hoy es un estado de guerra. Si no lo votamos, la Cámara será disuelta. Pero se disolverá de todos modos. Los hechos confirmarán o no lo que acabo de decir y espero, espero mucho, que se desmienta lo que he anunciado.
Benedito J. Bahia. História, jornal e técnica (2009)

A finales de 1944, Valdemar Ferreira, Armando Salles de Oliveira y otros dirigentes iniciaron un movimiento de apoyo a la candidatura del brigadier Eduardo Gomes para las elecciones presidenciales que se esperaban a finales del año siguiente. La posibilidad de la elección y la existencia de la candidatura de Eduardo Gomes llevaron a las fuerzas políticas a formar partidos, cuyo surgimiento fue permitido por el Acta Adicional nº 9, de 28 de febrero de 1945.
Se involucró en el movimiento de oposición a Getúlio Vargas, que dio lugar a la creación de la Unión Democrática Nacional (UDN).En abril de 1945, participó en la primera reunión del directorio central de la organización, cuando se nombraron comisiones para redactar el primer borrador de los estatutos de la UDN. En esa ocasión, fue nombrado miembro de la comisión de orientación política del partido. El 17 de agosto de 1945, los estatutos fueron aprobados, dando lugar al nombramiento del primer directorio de la UDN. Valdemar Ferreira fue elegido para formar parte del comité ejecutivo y también se convirtió en presidente de la sección paulista del partido hasta 1948. En las elecciones de 1950, fue elegido por el partido como suplente para diputado federal.
El 17 de marzo de 1952 tomó posesión de un escaño en la Cámara de Diputados, donde permaneció hasta el final de la legislatura, el 31 de enero de 1955. También en 1955, debido a los límites de edad, se jubiló de las dos cátedras que ocupaba en la Universidad de São Paulo.
Falleció en la ciudad de São Paulo el 10 de agosto de 1964. Estaba casado con Vanda de Paula Ribeiro Ferreira, con quien tuvo nueve hijos, Waldo, Ruy, Wilma, Woma, Webe, Wandina, Wilson, Waldemar y Wally, que estaba casada con el empresario y diputado federal Herbert Levy.

## Obras
Valdemar ha escrito un gran número de obras sobre derecho mercantil y materias afines, entre otras:
- Estudos de direito comercial (1919),
- Manual do comerciante (1919),
- Os credores privilegiados e o direito de pedir falência (1919),
- O menor comerciante (1919),
- A hipoteca naval no Brasil (1919),
- Sociedade por cotas (1925),
- Sociedades comerciais irregulares (1927),
- Curso de direito comercial (2v., 1927),
- Da responsabilidade civil da massa falida por culpa de seus representantes (1927),
- Congregação da Faculdade de Direito de São Paulo, na centúria de 1827 a 1927 (1928),
- A concordata terminativa na falência anterior à lei nova e a sua sujeição ao regime desta (1930), A responsabilidade por acidente no transporte gracioso por automóvel (1930),
- A nova lei de falência e sua elaboração (1930),
- O requerimento doloso de falência e a obrigação de indenizar (1931),
- A suspensão dos embarques de café e os contratos de compra e venda (1931),
- O comércio marítimo e o navio (1931), As sesmarias e as terras devolutas (1931),
- O endosso pignoratício de conhecimentos ferroviários (1931),
- O conhecimento de transportes ferroviários (1932),
- As diretrizes do direito mercantil brasileiro (1933),
- A responsabilidade do sócio comanditário (1933),
- Tratado de direito mercantil brasileiro (4v., 1934-1943),
- Tratado de direito comercial brasileiro (1934),
- Questões de marcas de fábricas (1935),
- O casamento religioso de efeitos civis (1935),
- O estado de assembléia e o estado de guerra (1937),
- O loteamento e a venda de terrenos a prestações (2v., 1938),
- Código das sociedades comerciais (1938), Princípios de legislação social e direito judiciário do trabalho (2 v., 1938-1939),
- Compêndio das sociedades mercantis (1940),
- Os Martins Ferreira e os Ribeiro de Bragança, estudo genealógico (1945),
- A caução de conhecimentos por comissários de café, História do direito brasileiro (4v., 1951-1956)
- História do direito constitucional brasileiro (1954).[1][2]

## Homenajes
En 1955, con motivo de su jubilación de la Universidad de São Paulo, fue honrado con el título de profesor emérito de la Facultad de Derecho. En 1958, recibió el premio Moinho Santista de ciencias especulativas, así como el premio "Teixeira de Freitas" del Instituto de Abogados Brasileños. También recibió el título de miembro honorario del Instituto de Abogados Brasileños, honor que hasta entonces sólo se había concedido a Rui Barbosa, Clóvis Beviláqua y José Xavier Carvalho de Mendonça..
En el estado de São Paulo, hay varios monumentos en su honor del fallecido jurista y profesor de la Universidad de São Paulo. En Leme, se encuentra la escuela Profesor Waldemar Ferreira, nombrada en su memoria. En el barrio de Butantã, en São Paulo, se encuentra la Avenida Valdemar Ferreira. En Tatuí, en el interior de São Paulo, una calle del barrio Jardim São Paulo lleva su nombre en honor de los líderes de la Revolución Constitucionalista.